# PledgeMusic
PledgeMusic était un site web, lancé en août 2009, facilitant la visibilité des musiciens auprès d'un potentiel public, ainsi que les pré-ventes et la distribution, notamment de clips, et la promotion de concerts. Il partage quelques similitudes avec d'autres sites web comme ArtistShare, Kickstarter, Indiegogo, Patreon, RocketHub, et Sellaband.
La société a annoncé qu'elle faisait faillite en mai 2019, suivant une année durant laquelle des artistes signalèrent des problèmes de retard dans les paiements. La société s'est mise en liquidation le 19 août 2019.

## Histoire
PledgeMusic obtient 90 % de succès (comparé à Kickstarter ou Indiegogo), et la plupart des artistes réussissent à atteindre 140 % de leurs buts. Parmi les musiciens et groupes qui ont récolté des fonds pour leurs projets grâce à PledgeMusic, on compte notamment : Erasure, Marillion,, Sum 41 (pour l'album 13 Voices),, Plain White T's, et Black Veil Brides (pour l'album Black Veil Brides IV). Plus de 30 artistes inscrits sur PledgeMusic obtiennent un contrat avec un label indépendant ou une major.

## Partenariat et sociétés affiliées
PledgeMusic Recordings et PledgeMusic Publishing sont affiliés à des sociétés permettant de faire connaitre leurs clients. Les sociétés citées fournissent les outils nécessaires à la promotion des musiciens sur PledgeMusic : MySpace, SonicBids, SoundOut (Slicethepie's insight and analytics service), Lyric Financial, Nimbit, Topspin Media, Artist Growth, Firebrand, INgrooves Fontana, Inertia, INDMusic, et The Agency Group.

## Distinctions
En 2010, PledgeMusic est nommé aux BT Digital Music Awards dans la catégorie de meilleure innovation ou meilleur gadget. En 2011, PledgeMusic est nommé aux Music Week Awards dans la catégorie Consumer-Facing Digital Music Service of the Year. La même année, PledgeMusic est de nouveau nommé aux BT Digital Music Awards dans la catégorie de meilleure innovation ou meilleur gadget.